# Skaláni
Skaláni, en grec moderne : Σκαλάνι, est un village du dème de Héraklion, dans le district régional de Héraklion, de la Crète, en Grèce. Selon le recensement de 2011, la population de Skaláni compte 1 180 habitants.
Le village est situé à une distance de 10,8 km de Héraklion et à une altitude de 230 m.

## Recensements de la population
De nombreux contrats (1271, 1281, 1301, 1302) mentionnent Scalarea, Acalari, Scallare et Schallaro avec des orthographes différentes. Dans les documents plus récents, il est désigné par le nom correct. En 1320, Scalani est cité dans le Catasticum Sanctorum Apostolorum entre les villages de Paracandia, c'est-à-dire une zone de la ville. En 1583 il est appelé Scalagni et Camignó avec 204 habitants.
| Recensements | 1900 | 1920 | 1928 | 1940 | 1951 | 1961 | 1971 | 1981 | 1991 | 2001 | 2011 |
| ------------ | ---- | ---- | ---- | ---- | ---- | ---- | ---- | ---- | ---- | ---- | ---- |
| Population   | 376  | 538  | 685  | 838  | 839  | 787  | 693  | 726  |      | 933  | 1180 |